# Soda Springs (Kalifornia)
Soda Springs – jednostka osadnicza w Stanach Zjednoczonych, w stanie Kalifornia, w hrabstwie Nevada.